# Campeonato Alemão de Futebol Feminino
O Campeonato Alemão de Futebol Feminino é uma liga profissional de futebol feminino na Alemanha. Na divisão feminina, a liga está no topo da pirâmide do futebol Alemão, e é competição primária de futebol do país.
Em 1990, a Federação Alemã de Futebol criou esta liga baseada na versão masculina da Bundesliga. No inicio, havia uma divisão para o norte e outra para o sul da alemanha, mas a partir de 1997, criaram uma liga unica.
O campeonato consiste em 12 equipes e a temporada começa no verão europeu até a primavera, havendo uma pausa no inverno.

## Formato atual
Nessa competição existem 12 equipes, que ao final da temporada, os 11º e 12º colocados são rebaixados e trocados pelos 2 vencedores da 2ª divisão do Campeonato Alemão. Ao todo, são 2 rodadas, totalizando  22 jogos combinados, sendo que em cada rodada cada clube jogam entre si, uma vez em casa e outra fora.
A temporada começa em Agosto ou Setembro, com a primeira rodada acabando em Dezembro. A segunda rodada começa em Fevereiro e dura até Maio ou Junho, as vezes começam alguns jogos já em dezembro. Quando há  Copa do Mundo suspendem os jogos até o final desta.
O 1º colocado após os 22 jogos é considerado o Campeão alemão (Deutsche Meister). os dois primeiros colocados da competição são classificados para a Liga dos Campeões da UEFA de Futebol Feminino. Se um time alemão ganha a Liga dos Campeões da UEFA de futebol Feminino, ele é automaticamente classificado pra proxima, logo, na proxima edição do Campeonato Alemão irão 3 equipes como aconteceu em 2009-2010.
O ranking da Bundesliga é determinado pela quantidade de pontos obtidas durante a temporada. Vitória dá ao time 3 pontos; empate, 1; e derrota, 0.

## Campeões por ano
Lista de campeões
| Temporada | Campeão                | Vice-campeão           |
| --------- | ---------------------- | ---------------------- |
| 1990–91   | TSV Siegen             | FSV Frankfurt          |
| 1991–92   | TSV Siegen             | Grün-Weiß Brauweiler   |
| 1992–93   | TuS Niederkirchen      | TSV Siegen             |
| 1993–94   | TSV Siegen             | Grün-Weiß Brauweiler   |
| 1994–95   | FSV Frankfurt          | Grün-Weiß Brauweiler   |
| 1995–96   | TSV Siegen             | SG Praunheim           |
| 1996–97   | Grün-Weiß Brauweiler   | FC Rumeln-Kaldenhausen |
| 1997–98   | FSV Frankfurt          | SG Praunheim           |
| 1998–99   | 1. FFC Frankfurt       | FCR Duisburg           |
| 1999–00   | FCR Duisburg           | 1. FFC Frankfurt       |
| 2000–01   | 1. FFC Frankfurt       | 1. FFC Turbine Potsdam |
| 2001–02   | 1. FFC Frankfurt       | 1. FFC Turbine Potsdam |
| 2002–03   | 1. FFC Frankfurt       | 1. FFC Turbine Potsdam |
| 2003–04   | 1. FFC Turbine Potsdam | 1. FFC Frankfurt       |
| 2004–05   | 1. FFC Frankfurt       | FCR Duisburg           |
| 2005–06   | 1. FFC Turbine Potsdam | FCR Duisburg           |
| 2006–07   | 1. FFC Frankfurt       | FCR Duisburg           |
| 2007–08   | 1. FFC Frankfurt       | FCR Duisburg           |
| 2008–09   | 1. FFC Turbine Potsdam | FC Bayern Munich       |
| 2009–10   | 1. FFC Turbine Potsdam | FCR Duisburg           |
| 2010–11   | 1. FFC Turbine Potsdam | 1. FFC Frankfurt       |
| 2011–12   | 1. FFC Turbine Potsdam | VfL Wolfsburg          |
| 2012–13   | VfL Wolfsburg          | 1. FFC Turbine Potsdam |
| 2013–14   | VfL Wolfsburg          | 1. FFC Frankfurt       |
| 2014–15   | FC Bayern Munich       | VfL Wolfsburg          |
| 2015–16   | FC Bayern Munich       | VfL Wolfsburg          |
| 2016–17   | VfL Wolfsburg          | FC Bayern Munich       |
| 2017-18   | VfL Wolfsburg          | FC Bayern Munich       |
| 2018-19   | VfL Wolfsburg          | FC Bayern Munich       |
| 2019-20   | VfL Wolfsburg          | FC Bayern Munich       |
| 2020–21   | FC Bayern Munich       | VfL Wolfsburg          |
| 2021-22   | VfL Wolfsburg          | FC Bayern Munich       |
| 2022-23   | FC Bayern Munich       | VfL Wolfsburg          |
| 2023-24   | FC Bayern Munich       | VfL Wolfsburg          |

### Títulos por clube
- 1. FFC Frankfurt: 7
- VfL Wolfsburg: 7
- 1. FFC Turbine Potsdam: 6
- FC Bayern Munich: 5
- TSV Siegen: 4
- FSV Frankfurt: 2
- FCR Duisburg: 1
- Grun-Weib Brauweiler: 1
- TuS Niederkirchen: 1